# Горобець Тарас Павлович
Тарас Павлович Горобець (25 лютого 1901, Софіївка — 6 грудня 1960, Київ) — радянський офіцер, Герой Радянського Союзу. В роки німецько-радянської війни командир 337-ї стрілецької дивізії 27-ї армії 2-го Українського фронту, полковник.

## Біографія
Народився 25 лютого 1901 року в селі Софіївці (тепер Любимівської громади Херсонської області) в селянській родині. Українець. Член КПРС з 1927 року. Закінчив вісім класів середньої школи. Працював у селі.
У 1922 році призваний до лав Червоної Армії. У 1925 році закінчив Одеську військову піхотну школу, у 1937 році — курси «Постріл».
У боях німецько-радянської війни з червня 1941 року. У 1942 роцізакінчив прискорений курс Військової академії імені М. В. Фрунзе. Воював на 2-му Українському фронті.
5 березня 1944 року полковник Т. П. Горобець вміло організував прорив оборони противника в районі села Чижівки Звенигородського району Черкаської області. Переслідуючи противника, дивізія форсувала річки Гірський Тікич, Південний Буг, Дністер. За чотирнадцять днів дивізія пройшла з боями на захід 280 кілометрів, розгромила частини фашистських 198-й, 34-й і 75-ї піхотних дивізій, 16-й і 17-ї танкових дивізій, ряд окремих батальйонів ворога. Противник залишив на полі бою 5 640 солдатів і офіцерів, понад 130 танків і самохідних гармат, 165 гармат, 2 909 автомашин, 200 мотоциклів, 1 350 коней. Дивізія відвоювала за цей час 68 населених пунктів, зберегла боєздатність, продовжувала виконувати поставлені перед нею бойові завдання.
Указом Президії Верховної Ради СРСР від 17 травня 1944 року за зразкове командування стрілецькою дивізією і проявлені при цьому особиста мужність і героїзм полковнику Тарасу Павловичу Горобцю присвоєно звання Героя Радянського Союзу з врученням ордена Леніна і медалі «Золота Зірка» (№ 1782).

Могила Тараса Горобця

До 1953 року генерал-майор Т. П. Горобець служив в армії. Командував дивізією. Потім жив у Києві. Помер 6 грудня 1960 року. Похований у Києві на Лук'янівському військовому кладовищі.

## Нагороди
Нагороджений двома орденами Леніна, орденом Червоного Прапора, орденом Суворова 2-го ступеня, орденом Кутузова 2-го ступеня, орденом Олександра Невського, медалями.